# クィントゥス・マルキウス・クリスプス
クィントゥス・マルキウス・クリスプス（ラテン語: Quintus Marcius Crispus、生没年不明）は紀元前1世紀中期の共和政ローマの政治家・軍人。紀元前36年に補充執政官（コンスル・スフェクト）を務めた。

## 出自
マルキウス氏族はプレブスではあるが、ノビレス（新貴族）として高位官職がプレブスに解放されて以来（紀元前367年のリキニウス・セクスティウス法）多くの高官を出している。最初に執政官となったのはガイウス・マルキウス・ルティルスで、紀元前357年のことであった。マルキウス氏族は第2代ローマ王ヌマ・ポンピリウスの孫に当たる第4代ローマ王アンクス・マルキウスの子孫とされている。何人かの古代の学者はヌマの息子の一人からマルキウス氏族の家系をたどることを試みており、さらには軍神マールスとの関連性も示唆されている。
セクストゥス・ユリウス・フロンティヌスは、スパルタクスの乱の最終段階であるルカニアでの戦闘において、ガンニクスとカストゥスが率いる反乱軍に対し、クラッススは戦闘開始前にレガトゥス（副司令官）のポンプティヌスとクィントゥス・マルキウス・ルフスが率いる12個コホルス（大隊）を迂回させたとしている。アメリカの歴史学者T. ブレナンは、ルフスのアグノーメン（愛称）は髪の毛の色（赤）に由来することから、同じく髪の色に由来する名前を持つクリスプスは、この紀元前71年のレガトゥスの息子と考えている。

## 経歴
紀元前57年から紀元前55年まで、クリスプスはマケドニア属州総督ルキウス・カルプルニウス・ピソ・カエソニヌスの下で総督補佐を務めた。ピソはローマに戻って裁判にかけられるが、告訴側のキケロは、クリスプスを「按察官経験の財務官（aedilic quaestor）」と呼んでいることから、紀元前58年以前にアエディリス（按察官）を務めたはずである。
クリスプスのプラエトル（法務官）就任年に関して、ブロートンは早ければ紀元前54年、遅くとも紀元前46年かその少し前としているが、ブレナンはカエサルとポンペイウスの内戦（紀元前49年-紀元前45年）の少し前としている。
内戦ではクリスプスはカエサルの側についた。紀元前47年から紀元前46年にかけてはアフリカ遠征に同行した、タプススの戦いの勝利後に、カエサルはクリスマスに対して3個コホルスを率いてタベナを占領するよう命じた。翌年、クリスプスはプロコンスル（執政官代理）権限で、 ビティニア・ポントス属州の総督となった。
紀元前44年、クィントゥス・カエキリウス・バッススがシリア属州で反乱を起こすと、クリスプスは3個軍団を率いてシリア総督ルキウス・スタティウス・ムルクスの救援に向かった。クリスプスとムルクスはアパメアでバッススを包囲することに成功した。それでもバッススは降伏せず、紀元前43年春になって、元老院からシリア総督に任命されたガイウス・カッシウス・ロンギヌスが到着した。クリスプスとムルクスはロンギヌスに軍を引き渡したが、その隷下に入ることは拒否した（バックスは抵抗を続けようとしたが、兵士のが反乱してロンギヌスに下った）。
紀元前43年にローマに戻るが、第二回三頭政治が始まっており、クリスプスはそのプロスクリプティオ（粛清リスト）に載っていたと考えられる。結果、彼はローマから脱出せざるを得ず、おそらくシキリア属州で反乱を起こしたセクストゥス・ポンペイウスのところに逃れたのであろう。シキリア反乱の終結後、クリスプスも許されてローマに戻った。さらにはマルクス・コッケイウス・ネルウァの辞職を受け、紀元前36年の補充執政官となった。

## 参考資料

### 古代の資料
- アッピアノス『ローマ史』
- セクストゥス・ユリウス・フロンティヌス『戦術書』
- プルタルコス『対比列伝』
- ガイウス・スエトニウス・トランクィッルス『皇帝伝』
- マルクス・トゥッリウス・キケロ『ピリッピカ』
- マルクス・トゥッリウス・キケロ『友人宛書簡集』
- カエサル（アウルス・ヒルティウス代筆）『アフリカ戦記』

### 研究書
- Terry Corey Brennan. The Praetorship in The Roman Republic. - Vol. 2: 122 to 49 BC. - N. Y. & Oxf. : Oxford University Press, 2000.
- Thomas Robert Shannon Broughton. The Magistrates of The Roman Republic. - Bd. 3: Supplement. - Atlanta: Scholars Press, 1986.
- Friedrich Münzer. Marcius 52 // Paulys Realencyclopädie der classischen Altertumswissenschaft (RE). - Bd. XIV, 2.- Stuttg. , 1930.